# One Shot '80 Volume 7
One Shot '80 Volume 7 è la settima raccolta di canzoni degli anni '80, pubblicata in Italia dalla Universal su CD (catalogo 314 5 45626 2) e cassetta (314 5 45626 4) nel 1999, appartenente alla serie One Shot '80 della collana One Shot.
Raggiunge la posizione numero 19 nella classifica degli album in Italia del 1999, risultando il 140° più venduto tra il 1999 e il 2000.

## Tracce
Il primo è l'anno di pubblicazione del singolo, il secondo quello dell'album; altrimenti coincidono. 
1. Joan Jett, The Blackhearts – I Love Rock 'n' Roll – 2:55 (Alan Merrill, Jake Hooker) – 1982, 1981
2. The Knack – My Sharona (album version) – 4:50 (Doug Fieger, Berton Averre) – 1979
3. Blondie – Call Me – 3:26 (Giorgio Moroder, Deborah Harry) – 1980
4. Yes – Owner of a Lonely Heart (single version) – 3:49 (Trevor Rabin, Trevor Horn, Jon Anderson, Chris Squire) – 1983
5. Survivor – Eye of the Tiger (album version) – 4:05 (Jim Peterick, Frankie Sullivan) – Eye of the Tiger e nel film Rocky III
6. Huey Lewis and the News – I Want a New Drug (album version) – 4:45 (Chris Hayes, Huey Lewis) – 1984, 1983
7. Frida – I Know There's Something Going On (album version) – 5:27 (Russ Ballard) – 1982
8. Toto – Hold the Line – 3:56 (David Paich) – 1978
9. Johnny Wakelin – In Zaire – 3:19 (Johnny Wakelin) – 1976
10. Men at Work – Who Can It Be Now? – 3:20 (Colin Hay) – 1981
11. Glenn Frey – The Heat Is On – 3:45 (Keith Forsey, Harold Faltermeyer) – 1984
12. Foreigner – Urgent (album version) – 4:23 (Mick Jones) – 1981
13. Asia – Heat of the Moment – 3:49 (John Wetton, Geoffrey Downes) – 1982
14. Joan Armatrading – Drop the Pilot – 3:36 (Joan Armatrading) – 1983
15. Belinda Carlisle – Heaven Is a Place on Earth (album version) – 4:04 (Rick Nowels, Ellen Shipley) – 1987
16. Cameo – Word Up! – 4:15 (Larry Blackmon, Tomi Jenkins) – 1986
17. Bonnie Tyler – Holding Out for a Hero (album version) – 5:47 (testo: Dean Pitchford – musica: Jim Steinman) – 1984
18. Status Quo – Whatever You Want – 4:00 (Rick Parfitt, Andy Bown) – 1979
19. Cutting Crew – (I Just) Died in Your Arms – 4:39 (Nick Van Eede) – 1986